# Кулеватовский сельсовет
Кулеватовский сельсовет — сельское поселение в Сосновском районе Тамбовской области Российской Федерации.
Административный центр — село Кулеватово.

## История
Статус и границы сельского поселения установлены Законом Тамбовской области от 17 сентября 2004 года № 232-З «Об установлении границ и определении места нахождения представительных органов муниципальных образований в Тамбовской области».

## Население
| 2010  | 2012  | 2013  | 2014  | 2015  | 2016  | 2017  |
| ----- | ----- | ----- | ----- | ----- | ----- | ----- |
| 3086  | ↘3065 | ↗3084 | ↘3017 | ↘2996 | ↗3048 | ↘2974 |
| 2018  | 2019  | 2020  | 2021  |       |       |       |
| ↘2931 | ↘2866 | ↘2828 | ↘2403 |       |       |       |

## Состав сельского поселения
| № | Населённый пункт | Тип населённого пункта       | Население |
| - | ---------------- | ---------------------------- | --------- |
| 1 | Красный Хутор    | посёлок                      | 128       |
| 2 | Кулеватово       | село, административный центр | 1918      |
| 3 | Пески            | посёлок                      | 3         |
| 4 | Рабочий          | посёлок                      | 433       |
| 5 | Семикино         | деревня                      | 604       |